# Sōten Kōro
Sōten Kōro (蒼天 航路?), también conocido como Beyond the Heavens, es una serie de manga japonesa escrita e ilustrada por King Gonta, adaptada de una historia original de Hagin Yi. Fue publicado en serie por Kodansha en la revista antológica de manga Shūkan Morning de 1994 a 2005. Luego de que Hagin Yi muriera de cáncer en septiembre de 1998, King Gonta retomó la historia él mismo. Un total de 409 capítulos fueron publicados y compilados en 36 libros separados. En 1998, ganó el 22.° Premio de Manga Kodansha en la categoría general.
En Japón, Sōten Kōro fue publicitado por su editor como "Neo-Sangokushi" (ネオ三国志), que puede traducirse como "Nuevo Romance de los Tres Reinos".

## Argumento
La historia de Sōten Kōro se basa libremente en los eventos que tienen lugar en el período de los Tres Reinos de China durante la vida del último Canciller de la Dinastía Han Oriental, Cao Cao (155-15 de marzo de 220), que también es el personaje principal.
El período de los Tres Reinos ha sido un tema popular en el manga japonés durante décadas, pero Sōten Kōro difiere mucho de la mayoría de los demás mangas en varios puntos. Una diferencia significativa es su retrato muy positivo de su personaje principal, Cao Cao, quien tradicionalmente es el antagonista. No solo en el manga japonés, sino también en la mayoría de las versiones novedosas del período de los Tres Reinos, incluida la versión original del siglo XIV, Romance de los Tres Reinos de Luo Guanzhong. Otra diferencia significativa es que la historia utiliza principalmente el relato histórico original de la era, Registros de los Tres Reinos de Chen Shou, como referencia en lugar de la novela fantástica Romance de los Tres Reinos. Por esto, el héroe tradicional de Romance de los Tres Reinos, Liu Bei, adquiere relativamente menos importancia dentro de la historia y se retrata de una manera menos positiva. Sin embargo, varios aspectos de la historia se basan en la versión novelistica, incluido el empleo de sus personajes originales como Diao Chan, así como armas anacrónicas como la Cuchilla Creciente del Dragón Verde de Guan Yu y la Lanza de Víbora de Zhang Fei.
Un tema constante a lo largo de la historia es el deseo perpetuo de Cao Cao de separar a China y a su gente de sus viejos sistemas y formas de pensar e iniciar un enfoque en el pragmatismo sobre los ideales vacíos. Esto a menudo lo pone en desacuerdo con las costumbres y nociones prevalentes del confucianismo y con quienes las apoyan.

## Personajes principales
| Cao Cao (曹操 Sō Sō?) Seiyū: Mamoru Miyano Liu Bei (劉備 Ryū Bi?) Seiyū: Tomokazu Seki Xiahou Dun (夏侯惇 Kakō Ton?) Seiyū: Takeshi Kusao Xiahou Yuan (夏侯淵 Kakō En?) Seiyū: Tetsu Inada Cao Ren (曹仁 Sō Jin?) Seiyū: Isshin Chiba Cao Hong (曹洪 Sō Kō?) Actor de voz: Hisao Egawa Yuan Shao (袁紹 En Shō?) Seiyū: Masaki Terasoma | Guan Yu (関羽 Kan U?) Seiyū: Ken'ichi Morozumi Zhang Fei (張飛 Chō Hi?) Seiyū: Takaaki Seki Cao Teng (曹騰 Sō Tō?) Seiyū: Nachi Nozawa Cao Song (曹嵩 Sō Sū?) Seiyū: Hiroshi Yanaka Dong Zhuo (董卓 Tō Taku?) Seiyū: Hōchū Ōtsuka Zhang Rang (張譲 Chō Jō?) Seiyū: Kinryū Arimoto Emperador Ling de Han (霊帝 Reitei?) Seiyū: Nozomu Sasaki |

## Contenido de la obra

### Manga
La serie de manga japonesa Sōten Kōro está escrita por King Gonta, adaptada de una historia original de Hagin Yi. Ha sido serializado en la revista semanal de manga Shūkan Morning por Kodansha desde octubre de 1994 hasta noviembre de 2005. En 1998, el manga ganó el 22.º Premio de Manga Kodansha en la categoría general.
Un total de 409 capítulos individuales se han recopilado en 36 tankōbon, siendo lanzados por Kodansha. El primer volumen de Sōten Kōro se lanzó el 23 de octubre de 1995, y el último trigésimo sexto volumen se lanzó el 23 de enero de 2006. También se recolectó en 18 bunkoban del 12 de diciembre de 2000 al 12 de diciembre de 2006 y 12 Gokuatsuban Sōten Kōro (極厚 蒼天航路) con título en inglés Beyond the Heavens del 5 de mayo de 2009 al 23 de octubre de 2009.

### Anime
En abril de 2009, el manga se convirtió en una serie de anime por Madhouse.